# Todos tenemos un amor
«Todos tenemos un amor» es una canción de la banda de rock y ska argentina La Mosca Tsé-Tsé, e incluida en el álbum Buenos muchachos. La canción fue lanzada en junio de 2001 y es el segundo sencillo del disco. La canción fue escrita y producida por Javier Calamaro.

## Videos musicales
El videoclip está disponible en Youtube en el cual oficial de la banda desde el año 2009 y hay otra versión que realizaron con el cantante de salsa y bachata Gilberto Santa Rosa este publicado en 2024.

## Lista de canciones

### Descarga digital[6]
| Todos tenemos un amor (feat. Gilberto Santa Rosa) — Single |                                                   |          |  |
| N.º                                                        | Título                                            | Duración |  |
| 1.                                                         | «Todos tenemos un amor (con Gilberto Santa Rosa)» | 3:44     |  |